# Zeven Parthische clans
De zeven Parthische clans, ook bekend als de zeven grote huizen van Iran of de zeven grote huizen van Perzië, waren zeven feodale aristocratieën van Parthische oorsprong, die verbonden waren met het Sassanidische hof. De Partische clans beweerden allemaal voorouders te zijn van Achaemenidische Perzen.
De zeven grote huizen van Iran hadden een actieve rol gespeeld in de Iraanse politiek sinds de dagen van het Arsacid-rijk (Partische Rijk), wat ze bleven doen onder hun opvolgers, de Sassaniden. Slechts twee van de zeven - het Huis van Suren en het Huis van Karen - worden echter daadwerkelijk bevestigd in bronnen die dateren uit de Parthische periode. De zeven huizen beweerden door de legendarische Kayaniaanse koning Vishtaspa als heren in Iran te zijn bevestigd. Het kan zijn dat leden van hen hun eigen genealogieën verzonnen om de ouderdom van hun families te benadrukken.
Tijdens de Sassaniden speelden de zeven feodale huizen een belangrijke rol aan het Sassanidische hof. Bahram Chobin, een beroemde militaire commandant van Hormizd IV (reg. 579-590), was van het Huis van Mihran.
- het huis van Ispahbudhan, van Gurgan
- het huis van Varaz, van Oost-Khorasan
- het huis van Karen, van Nahavand
- het huis van Mihran, van Ray
- het huis van Spandiyadh, van Ray
- het Huis van Zik, van Adurbagan
- het huis van Suren, van Sakastan